# Phyllanthus beddomei
Phyllanthus beddomei là một loài thực vật có hoa trong họ Diệp hạ châu. Loài này được (Gamble) M.Mohanan miêu tả khoa học đầu tiên năm 1985.